# 高向巖
高向 巖（たかむき いわお、1938年（昭和13年）12月11日 - ）は、日本の銀行家。日本銀行情報サービス局長を経て、北洋銀行頭取や、同行会長、札幌北洋ホールディングス社長、同社会長、第二地方銀行協会会長、札幌商工会議所会頭、日本商工会議所副会頭等を歴任した。

## 来歴・人物
東京府生まれ。東京都立立川高等学校を経て、1962年東京外国語大学外国語学部中国学科卒業、日本銀行入行。1967年コロンビア大学大学院経済学科修士課程修了。国際通貨基金出向、日本銀行香港事務所長等を経て、1987年日本銀行札幌支店長。1989年インベスターズサービス常務取締役。1991年日本銀行情報サービス局長。1993年から北洋銀行代表取締役副頭取を務め、1997年には破綻した北海道拓殖銀行の引き受けを行った。1999年北海道経済同友会代表幹事。
2000年北洋銀行代表取締役頭取。2001年札幌北洋ホールディングス代表取締役社長。2004年札幌商工会議所会頭、北海道商工会議所連合会会頭、日本商工会議所副会頭、第二地方銀行協会会長。2006年札幌北洋ホールディングス代表取締役会長、北洋銀行代表取締役会長。2011年札幌北洋ホールディングス取締役会長、北洋銀行取締役会長。2012年北洋銀行相談役。2016年札幌商工会議所名誉会頭、JR北海道再生会議委員。2017年の北海道拓殖銀行破綻20周年を節目に北洋銀行相談役を退任。
2016年旭日中綬章を受章。

## 著書
- 『北海道経済の針路 新幹線と起業』北海道新聞社、2008年11月。ISBN 978-4894534803。
- 『ある金融マンの回顧 拓銀破綻と営業譲渡』北海道新聞社、2017年12月。ISBN 978-4894538894。